# Heinz Feierle
Heinz August Feierle (* 23. September 1927 in Dornbirn; † 1. März 2018 ebenda) war ein österreichischer Politiker (ÖVP) und Baumeister. Er war von 1964 bis 1984 Abgeordneter zum Vorarlberger Landtag.

## Ausbildung und Beruf
Feierle besuchte nach der Volksschule Dornbirn die Realschule Dornbirn, wurde jedoch während des Zweiten Weltkriegs 1944 noch vor dem Abschluss der Realschule zum Reichsarbeitsdienst einberufen. Seine Reifeerklärung erfolgte auf Grund eines Erlasses. Nach dem Reichsarbeitsdienst wurde Feierle 1944 zum Kriegsdienst eingezogen, wobei er im Juni 1945 aus der amerikanischen Kriegsgefangenschaft zurückkehrte. 
Nach Kriegsende besuchte Feierle von 1945 bis 1946 einen technischen Lehrgang an der Universität Innsbruck und absolvierte danach von 1946 bis 1951 ein Studium an der Technischen Universität Graz, wobei er sein Studium 1951 mit dem akademischen Grad Dipl.-Ing. abschloss. 1959 legte er zudem die Baumeisterprüfung in Bregenz ab. Beruflich war Feierle ab 1951 als Bauingenieur bei der Firma Gebrüder Feierle in Dornbirn beschäftigt, 1959 wurde er dort Gesellschafter, von 1962 bis 2009 war er geschäftsführender Gesellschafter. 2009 wurde Feierle pensioniert. 

## Politik und Funktionen
Feierle trat 1963 der Österreichischen Volkspartei bzw. dem Wirtschaftsbund bei und wurde am 29. Oktober 1964 als Abgeordneter des Wahlbezirkes Feldkirch bzw. als Landtagsabgeordneter der ÖVP im Vorarlberger Landtag angelobt. Er gehörte dem Landtag bis zum 5. November 1979 an, wobei er ab 1969 Abgeordneter des Wahlbezirkes Dornbirn war und von 6. November 1979 bis zum 19. November 1979 kurzfristig nicht dem Landtag angehörte, am 20. November 1979 jedoch dem zum Landesrat gewählten Abgeordneten Elmar Rümmele nachfolgen konnte. 
Innerparteilich war Feierle von 1964 bis 1984 Mitglied des Landesparteileitung der ÖVP Vorarlberg. Er gehörte zwischen 1964 und 1969 auch dem Landesparteirat der ÖVP Vorarlberg an und war von 1964 bis 1966 als Ausschussmitglied des Wirtschaftsbundes Dornbirn aktiv. Von 1966 bis 1974 fungierte er in der Folge als Obmann des Wirtschaftsbundes Dornbirn. Er war des Weiteren ab 1964 Mitglied der Landesleitung des Wirtschaftsbundes Vorarlberg, Mitglied der Bezirksparteileitung der ÖVP Feldkirch und Mitglied der Bezirksparteileitung der ÖVP Dornbirn.
Feierle war des Weiteren Präsident der Export- und Mustermesse Ges.m.b.H., in der Baugewerbeinnung und der Vorarlberger Handelskammer aktiv sowie Obmann des Vereins Ferienkolonien Dornbirn.

## Auszeichnungen
- Silbernes Ehrenzeichen des Landes Vorarlberg  (1978)
- Großes Ehrenzeichen für Verdienste um die Republik Österreich (1986)
- Ehrenring der Vorarlberger Bauinnung (1987)
- Ernennung zum „Kommerzialrat“ (1991)
- Ehrenpräsident der Dornbirner Messe (1992)

## Privates
Feierle wurde als Sohn des aus Dornbirn stammenden Bauingenieurs Johann Anton Feierle (1889–1959) in Dornbirn geboren. Seine Mutter Maria Anna Sidonia Feierle (1897–1985), geborene Albrich, war ebenfalls in Dornbirn geboren worden. Heinz Feierle heiratete 1968 Hermine Sonnweber (* 1931) und wurde 1969 Vater einer Tochter. 